# Bryce James
Bryce Maximus James (Cuyahoga Falls, 14 giugno 2007) è un cestista statunitense della Sierra Canyon School.
È il secondo figlio del giocatore della National Basketball Association (NBA) LeBron James e il fratello minore del giocatore NBA Bronny James . Gioca principalmente nel ruolo di guardia tiratrice. Nel marzo 2024 veniva registrata un'altezza di 6 piedi 6 pollici (1,98 m) e un peso di 185 libbre (84 kg).

## Inizi e carriera giovanile
James è nato il 14 giugno 2007 a Cuyahoga Falls, Ohio, da LeBron James e Savannah James. Suo fratello è un giocatore di basket e guardia per i Los Angeles Lakers, Bronny James.  James ha frequentato la Sierra Canyon School a Chatsworth, Los Angeles  fino a quando non si è trasferito alla Campbell Hall School prima del suo terzo anno di liceo.  È rimasto con Campbell solo per alcuni mesi estivi, quando il 10 agosto 2023, James ha annunciato che avrebbe cambiato la sua decisione di trasferimento alla Notre Dame High School a Sherman Oaks, California.  Il 21 novembre 2023, James si è trasferito di nuovo alla Sierra Canyon. Nel dicembre 2022, James ha firmato un NIL (contratto nome-immagine-somiglianza) con Klutch Sports.

## Carriera universitaria
Il 1° gennaio 2025 annunciò il suo impegno a frequentare l'Università dell'Arizona per giocare a basket universitario per i Wildcats. Il 17 aprile 2025 firmò ufficialmente con i Wildcats.